# Wilder Dwight Bancroft

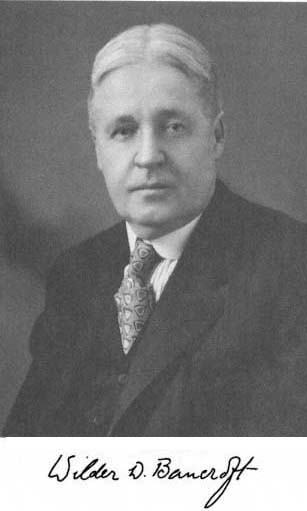
Wilder Dwight Bancroft

Wilder Dwight Bancroft (* 1. Oktober 1867 in Middletown, Rhode Island; † 7. Februar 1953 in Ithaca (New York)) war ein amerikanischer Physikochemiker.

## Leben
Bancroft studierte an der Harvard University, dort erlangte er 1888 einen Abschluss als B.A. Einen Abschluss als Ph.D. erhielt er 1892 an der Universität Leipzig bei Wilhelm Ostwald. Zu seinen Lehrern gehörten Wilhelm Ostwald und Jacobus Henricus van ’t Hoff.
Bancroft lehrte von 1888 bis 1889 und von 1893 bis 1894 als Assistent (Assistent Instructor) Chemie an der Harvard University, in den Jahren 1894 und 1895 war er uneingeschränkt als Lehrender (Full Instructor) tätig. Ab 1895 lehrte er Assistenzprofessor an der Cornell University, ab 1903 war er dort Professor (Full professor).
Er führte in den Vereinigten Staaten verschiedene Ansätze zur Thermodynamik und zur Kolloid-Chemie in der Physikalischen Chemie ein. Bekannt wurde er für die nach ihm benannte Bancroftsche Regel, die besagt, dass ein vorwiegend hydrophiler Emulgator eine Öl-in-Wasser-Emulsion stabilisiert, während ein vorwiegend hydrophober Emulgator eine Wasser-in-Öl-Emulsion stabilisiert. 
Von 1896 bis 1933 gab er die erste amerikanische Zeitschrift auf seinem Fachgebiet der physikalischen Chemie heraus, das Journal of Physical Chemistry. Das Erscheinen der Zeitschrift musste infolge der wirtschaftlichen Depression in Amerika aus finanziellen Gründen eingestellt werden.

## Ehrungen
Ein Doktor der Naturwissenschaften (Doctor of Science, SCD) wurde ihm 1919 ehrenhalber vom Lafayette College in Pennsylvania und 1923 von der Universität Cambridge verliehen. 1913 wurde er in die American Academy of Arts and Sciences gewählt, 1920 in die National Academy of Sciences sowie in die American Philosophical Society.
Zu seinen Ehren wurde der Krater Bancroft auf dem Mond nach ihm benannt.

## Werke (Auswahl)
- W. D. Bancroft (1913), Theory of emulsification, Journal of Physical Chemistry 17, 501 – 519.